# Patriarhul Pavle
Patriarhul Pavle, pe numele de mirean Gojko Stojčević, (n. 11 septembrie 1914, Kućanci, în apropiere de Donji Miholjac, pe atunci în Austro-Ungaria, în prezent în Croația - d. 15 noiembrie 2009, Belgrad) a fost între 1990-2009 întâistătătorul Bisericii Ortodoxe Sârbe.
În data de 17 mai 2008 a fost destituit din funcție de Sinodul Bisericii Ortodoxe Sârbe. Sinodul Bisericii Ortodoxe Sârbe nu a precizat dacă destituirea a fost definitivă sau temporară.